# Daulat Khan
Daulat Khan blev utpekad som ny sultan i Delhi av stadens borgerskap, men snart utmanövrerad av den förste riktige Sayyiden. Han regerade 1413–-1415 och var den sista härskaren av Lodhidynastin.